# Hotazel
Hotazel is een dorpje in het district  John Taolo Gaetsewe in de Zuid-Afrikaanse provincie Noord-Kaap. Er is een mangaanmijn bij Hotazel en bij Black Rock. De mangaanmijnbouw maakt het belangrijkste deel uit van de lokale economie.

## Geschiedenis
Het dorp heeft zijn naam gekregen door twee landmeters die het gebied opmaten gedurende het jaar 1917. Zij waren Dirk Roos en J.W. Waldeck. Op een heel warme dag is Roos in het hotel in zijn stoel gaan zitten met zijn kaart voor zich opengevouwen. Nadat hij die positie vlak bij de Ga-Mogararivier opgetekend had heeft hij de plaats die hij pas had opgemeten 'Hot as hell' genoemd. Hij heeft nooit geweten dat hij de rijkste vindplaats van mangaanerts ter wereld had ontdekt.
Al in de jaren 1870's werd vermoed dat bij Hotazel naast asbest een grote voorraad mangaan- en ijzererts aanwezig was. In de volgende zeventig jaar hebben geologen de Britse-, Kaapse- en Zuid-Afrikaanse regeringen en private maatschappijen het gebied onderzocht. Tegen het einde van de Tweede Wereldoorlog is de grote rijkdom aan mineralen bevestigd. De grootschalige ontginning is pas begonnen in 1958. Twee jaar later is de spoorlijn van Sishen naar Hotazel verlengd.